# Wallows
I Wallows sono una band indie rock americana composta da Braeden Lemasters, Cole Preston e Dylan Minnette prodotti dalla casa discografica Atlantic Records. La band iniziò a produrre canzoni indipendenti nell'aprile 2017 con la traccia, Pleaser, brano che raggiunse la 2ª posizione sulla classifica globale di Spotify Viral 50. Il 6 aprile 2018 hanno pubblicato il loro EP di debutto, dal titolo, Spring, mentre il loro primo LP, Nothing Happens, è uscito il 22 marzo 2019.

## Storia
I tre membri della band, Braeden Lemasters (chitarra e voce), Cole Preston (batteria) e Dylan Minnette (chitarra e voce), da bambini formarono un gruppo musicale che ha debuttato in un programma andato in onda nella California del Sud, dal titolo Join the Band. Nei dieci anni successivi, i tre si esibirono insieme utilizzando nomi diversi. Inoltre, nel 2011, suonarono al Warped Tour.
Nell'aprile 2017, la band pubblicò il primo singolo con il nome Pleaser. La canzone raggiunse la 2ª posizione sulla Spotify Viral 50 Globale e la prima posizione nella KROQ Locals Only playlist. Nel maggio 2017, i Wallows pubblicarono un secondo singolo, Sun Tan, e iniziarono a suonare dal vivo nell'area di Los Angeles, con diversi concerti tutto esauriti, in luoghi come il The Roxy o il Troubadour. Il loro terzo singolo, Uncomfortable, viene pubblicato nel settembre 2017.
Nel novembre 2017 la loro canzone, Pulling Leaves Off Trees, viene fatta ascoltare in anteprima al Zane Lowe's Beats 1 radio show. Nello stesso mese, la band annunciò anche il loro primo tour in Nord America da headliners, dal gennaio al marzo 2018. Il tour è iniziato da San Francisco il 24 gennaio 2018. Nel febbraio del 2018, la band annunciò di aver firmato con la Atlantic Records e di stare progettando l'uscita del loro EP di debutto, Spring, nell' aprile 2018. Pubblicarono anche un nuovo singolo, Pictures of Girls, il primo sotto la nuova etichetta. La canzone fu scelta come "Critical Cut" da SiriusXM Alt Nation.
I Wallows terminarono nel marzo 2018 il loro tour nordamericano al South by Southwest. Più tardi, nello stesso mese, pubblicarono, da Spring, una seconda traccia, chiamata, These Days. L'EP fu distribuito il 6 aprile 2018 dall'etichetta discografica della Atlantic Records, prodotto da John Congleton.
Il 1º febbraio 2019, i Wallows presentarono il singolo, Are You Bored Yet?,  in collaborazione con Clairo. La canzone fa parte del loro album di debutto, Nothing Happens, pubblicato il 22 marzo 2019. Lo stesso giorno fu distribuito anche il video musicale, con un cameo dell'attore statunitense Noah Centineo.
Lo stesso 1º febbraio 2019 la band annuncia il “Nothing Happens World Tour 2019”, che prevede una serie di concerti negli Stati Uniti e in Europa.
Il “Nothing Happens Tour” prosegue con una seconda tournée in Nord America che si conclude il 2 marzo 2020.
Il 20 marzo 2020, i Wallows pubblicarono il nuovo singolo OK, il cui video ufficiale uscì pubblicato l'8 aprile dello stesso anno.
A settembre 2020 la band pubblica i due singoli “Nobody Gets Me (Like You)” e “Virtual Aerobics”, i quali introducono il secondo EP dei Wallows, “Remote”, progetto realizzato completamente da remoto durante il lockdown. 
A questo EP segue una edizione deluxe, introdotta dal singolo “Quarterback”, il primo pezzo da solista del batterista Cole Preston. “Remote (deluxe)” esce il 19 febbraio 2021 e comprende tre pezzi inediti, il singolo “OK” e il suo remix “OK - with Remi Wolf & Solomonophonic”.
Il 5 agosto 2021, i Wallows si esibiscono al Roxy Theatre di Los Angeles, California per una singola serata durante la quale presentano per la prima volta il nuovo singolo I Don’t Want To Talk. Il singolo verrà poi pubblicato il 30 settembre 2021 insieme al video ufficiale diretto da Jason Llester. Lo stesso giorno, la band annuncia le date del Tell Me That It’s Over Tour in Nord America.
Il 3 febbraio 2022 viene pubblicato il singolo Especially You. Lo stesso giorno esce il video ufficiale e i Wallows annunciano la data di uscita del loro secondo album, Tell Me That It’s Over, prevista per il 25 marzo 2022.
Lo stesso giorno la band pubblica le date europee e australiane del “Tell Me That It’s Over Tour”, che comprendono l'unica data italiana prevista per il 25 gennaio 2023 ai Magazzini Generali di Milano.
L’ultimo singolo “At The End Of The Day” esce, accompagnato dal video ufficiale, il 4 marzo 2022.
Il 25 marzo 2022 esce “Tell Me That It’s Over”, il secondo album dei Wallows, e il tour nord americano inizia appena una settimana dopo, il 1º aprile 2022. Il Tell Me That It's Over World Tour vede la band esibirsi in nord America, Australia, Europa, sud America e Asia nel corso del 2022 e parte del 2023. Nell'estate del 2023 la band si esibisce al Metro di Chicago al Lollapalooza aftershow, all'Hinterland Festival in Iowa e all'Osheaga Festival in Canada. Nel corso di questi concerti, i Wallows suonano per la prima volta la loro canzone inedita "Only Ecstasy", che presenteranno nuovamente nel settembre 2023 al 50º anniversario del Roxy Theatre di Los Angeles, California, insieme a un ulteriore inedito chiamato "Don't You Think It's Strange?".
Il 16 febbraio 2024 la band pubblica "Your Apartment", il nuovo singolo, e annesso video musicale diretto da Nina Ljeti. Martedì 5 marzo 2024 i Wallows annunciano l'uscita del loro terzo album, "Model", prevista per il 24 maggio 2024, e l'uscita del secondo singolo, "Calling After Me", il 21 marzo.
A febbraio 2024, la band firma con Universal Music Publishing Group.
L'uscita di "Model" è anticipata poi dal rilascio di "Bad Dream" e del suo videoclip, di "A Warning" e di "You (Show Me Where My Days Went)". Il 6 agosto 2024 prende il via la prima leg americana del Model Tour, seguita da una leg europea che questa volta non tocca l'Italia, e il 2024 si conclude con le date australiane. 
Il 2025 prende il via con l'annuncio del nuovo singolo "Your New Favorite Song", traccia bonus di una delle tre varianti in edizione limitata del vinile di "Model". Con la seconda leg americana del tour, ora chiamato "Model & More Tour", la band annuncia l'uscita del nuovo EP "More", fissata per il 28 marzo 2025 in digitale e per il 12 aprile 2025 in fisica in occasione del Record Store Day 2025.

## Membri
- Dylan Minnette – voce, chitarra ritmica, tastiera, batteria, basso (2017–presente)
- Braeden Lemasters – voce, chitarra solista, basso (2017–presente)
- Cole Preston – batteria, voce, basso (2017–presente)

## Discografia

### Album in studio
- 2019 – Nothing Happens
- 2022 – Tell Me That It's Over
- 2024 – Model

### EP
- 2014 – The Narwhals
- 2018 – Spring
- 2020 – Remote
- 2021 – Remote (deluxe)
- 2025 – More

### Singoli
- 2017 – Pleaser
- 2017 – Sun Tan
- 2017 – Uncomfortable
- 2017 – Pulling Leaves Off Trees
- 2018 – Pictures of Girls
- 2018 – These Days
- 2018 – Underneath the Streetlights in the Winter Outside Your House
- 2018 – 1980s Horror Film II
- 2018 – Drunk on Halloween
- 2019 – Are You Bored Yet? (feat. Clairo)
- 2019 – Scrawny
- 2019 – Sidelines
- 2019 – Trust Fall/Just like a Movie
- 2020 – OK
- 2020 – Nobody Gets Me (like You)
- 2020 – Virtual Aerobics
- 2021 – Quarterback
- 2021 – I Don’t Want To Talk
- 2022 – Especially You
- 2022 – At The End Of The Day
- 2024 – Your Apartment
- 2024 – Calling After Me
- 2024 – Bad Dream
- 2025 – Your New Favorite Song